# The Kids from Room 402
The Kids from Room 402 (zu dt. ‚Die Kinder aus Zimmer 402‘) ist eine 52-teilige Zeichentrickserie nach  dem gleichnamigen Kinderbuch von Betty und Michael Paraskevas, die in zwei Staffeln zwischen 1999 und 2001 unter der Regie von Michael Hack und Wade Konowalchuk entstand. Sie hatte 1999 auf Fox Family in den USA Premiere, fortgesetzt wurde die Ausstrahlung allerdings zunächst auf dem kanadischen Sender Télétoon. Im französischsprachigen Teil Kanadas lief die Serie unter dem Titel Classe en délire. Die Serie wurde ferner in Georgien unter dem Titel ბავშვები 402-ე ოთახიდან ausgestrahlt.
Die Serie konzentriert sich im Wesentlichen auf die Schüler aus Zimmer 402. Lehrerin Miss Graves ist für gewöhnlich die Gesprächspartnerin bei Problemen der Schüler, die diese innerhalb oder außerhalb der Schule haben. Am Ende folgte meist eine Moral oder Lektion.